# Călinești (okręg Dolj)
Călinești – wieś w Rumunii, w okręgu Dolj, w gminie Mischii. W 2011 roku liczyła 106 mieszkańców.